# Ulrich Greifelt

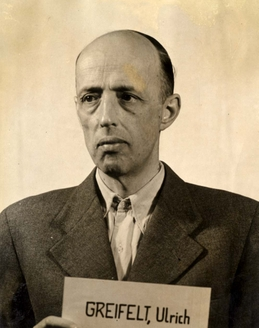
Ulrich Greifelt vor dem Prozess Rasse- und Siedlungshauptamt der SS

Ulrich Heinrich Emil Richard Greifelt (* 8. Dezember 1896 in Berlin; † 6. Februar 1949 in Landsberg) war ein deutscher SS-Obergruppenführer und General der Polizei und verurteilter Kriegsverbrecher.

## Leben
Greifelt, Sohn eines Apothekers, nahm als Soldat am Ersten Weltkrieg teil. Nach Kriegsende schied er aus der Armee im Rang eines Oberleutnants aus. Anschließend gehörte er dem Freikorps Deutsche Schutzdivision an. Während der Weimarer Republik war Greifelt Prokurist bei der Berliner Aktiengesellschaft Gebrüder Israel tätig, bis er aufgrund der Bankenkrise in Deutschland 1932 entlassen wurde.
Nach der Machtergreifung der Nationalsozialisten trat Greifelt zum 1. April 1933 der NSDAP (Mitgliedsnummer 1.667.407) und im Juni 1933 der SS bei (SS-Nummer 72.909). Ab August 1933 war Greifelt Referent im Stab des Reichsführers SS Heinrich Himmler. Von Anfang März 1934 bis Mitte Juni 1934 war Greifelt geschäftsführend Stabschef des SS-Oberabschnitts Mitte/Elbe und anschließend bis Mitte Januar 1935 in selber Funktion beim SS-Oberabschnitt Rhein/Rhein-Westmark/Westmark. Danach leitete er die Zentralkanzlei des SS-Hauptamtes und wechselte im Februar 1937 zum Stab des Reichsführers SS, wo er die neu errichtete «Dienststelle Vierjahresplan» leitete. Er rühmte sich als Ideengeber der 1938 erfolgten Aktion Arbeitsscheu Reich, bei der mehr als zehntausend „arbeitsscheue“ und „asoziale“ Menschen in Konzentrationslager verschleppt wurden. Er entwickelte die Idee, volksdeutsche Gruppen umzusiedeln und in den deutschen Arbeitsmarkt zu integrieren. Auf Ersuchen des Reichsarbeitsministeriums wurde er als Vertreter der SS Beisitzer im Reichsehrengerichtshof.
Greifelt wurde 1939 mit der Organisation zur Aussiedlung von 30.000 Südtirolern beauftragt. Nach Beginn des Zweiten Weltkrieges wurde Greifelt im Oktober 1939 zum Leiter der Dienststelle Reichskommissar für die Festigung deutschen Volkstums ernannt. Er war maßgeblich an der „Planung und Durchführung der Bevölkerungsverschiebung im Rahmen des Generalplans Ost“ beteiligt. So war er 1940 unter anderem Aufsichtsratsmitglied der Deutschen Umsiedlungs-Treuhand. Bei der Wannseekonferenz am 20. Januar 1942 konnte er wegen zeitgleicher Verhandlungen in Italien nicht erscheinen.
In der SS stieg Greifelt am 30. Januar 1944 bis zum SS-Obergruppenführer und General der Polizei auf.
Nach Kriegsende wurde Greifelt im Prozess Rasse- und Siedlungshauptamt der SS als Hauptverantwortlicher für die Vertreibung von Menschen,  aus Slowenien, Elsass, Lothringen und Luxemburg, Entführung von Ausländerkindern, Maßnahmen zur Verringerung der Geburtenrate bei Angehörigen gegnerischer Nationalität, Zwangseinbürgerungen von Angehörigen gegnerischer Nationalität, Zwangsarbeit, Plünderung öffentlichen und privaten Eigentums und Mitgliedschaft in der verbrecherischen SS am 10. März 1948 zu lebenslanger Freiheitsstrafe verurteilt. Er verstarb im Kriegsverbrechergefängnis Landsberg.

## Auszeichnungen
- Eisernes Kreuz (1914) I. und II. Klasse
- Verwundetenabzeichen (1918) in Schwarz
- Kriegsverdienstkreuz (1939) II. und I. Klasse mit Schwertern
- Ehrendegen des Reichsführers SS
- Totenkopfring der SS
- Abzeichen für Beobachtungsoffiziere Luftwaffe (1914)
- Ehrenzeichen für Deutsche Volkspflege 2 Kl. Steckkreuz